# Mount Sterling (Illinois)
Mount Sterling è un comune degli Stati Uniti d'America, situato in Illinois, nella Contea di Brown, della quale è il capoluogo.